# Bundestagswahlkreis Leipzig I
Der Wahlkreis Leipzig I (Wahlkreis 151; bis zur Bundestagswahl 2021 Wahlkreis 152) ist ein Bundestagswahlkreis in Sachsen. Er umfasst die Stadtbezirke Alt-West, Nord, Nordost, Nordwest und Ost der kreisfreien Stadt Leipzig.

## Wahlkreisgeschichte
| Wahl      | Wahlkreisname | Gebiet                                                 |
| --------- | ------------- | ------------------------------------------------------ |
| 1990–1998 | 309 Leipzig I | alte Stadtbezirke Mitte, Nord, Nord-Ost und West       |
| 2002–2009 | 153 Leipzig I | Stadtbezirke Alt-West, Nord, Nordost, Nordwest und Ost |
| 2013–2021 | 152 Leipzig I | Stadtbezirke Alt-West, Nord, Nordost, Nordwest und Ost |
| 2025–     | 151 Leipzig I | Stadtbezirke Alt-West, Nord, Nordost, Nordwest und Ost |

## Wahlkreisabgeordnete
| Wahl | Abgeordneter                           | Abgeordneter                           | Partei                                 | Stimmen in %                           |
| ---- | -------------------------------------- | -------------------------------------- | -------------------------------------- | -------------------------------------- |
| 1990 |                                        | Hermann Pohler                         | CDU                                    | 39,1                                   |
| 1994 | 43,4                                   | Hermann Pohler                         | CDU                                    |                                        |
| 1998 |                                        | Rainer Fornahl                         | SPD                                    | 38,7                                   |
| 2002 | 40,7                                   | Rainer Fornahl                         | SPD                                    |                                        |
| 2005 | 33,0                                   | Rainer Fornahl                         | SPD                                    |                                        |
| 2009 |                                        | Bettina Kudla                          | CDU                                    | 33,3                                   |
| 2013 | 40,0                                   | Bettina Kudla                          | CDU                                    |                                        |
| 2017 |                                        | Jens Lehmann                           | CDU                                    | 27,5                                   |
| 2021 | 20,5                                   | Jens Lehmann                           | CDU                                    |                                        |
| 2025 | kein – ungenügende Zweitstimmendeckung | kein – ungenügende Zweitstimmendeckung | kein – ungenügende Zweitstimmendeckung | kein – ungenügende Zweitstimmendeckung |

## Wahlergebnisse

### Bundestagswahl 2025
| Kandidaten                                                                      | Kandidaten        | Parteien/Listen       | Erststimmen | Erststimmen | Zweitstimmen | Zweitstimmen |
| Kandidaten                                                                      | Kandidaten        | Parteien/Listen       | Stimmen     | %           | Stimmen      | %            |
| ------------------------------------------------------------------------------- | ----------------- | --------------------- | ----------- | ----------- | ------------ | ------------ |
|                                                                                 | Holger Mann       | SPD                   | 21.472      | 11,7        | 18.456       | 10,1         |
|                                                                                 | Jens Lehmann      | CDU                   | 39.286      | 21,5        | 31.901       | 17,4         |
|                                                                                 | Stanislav Elinson | Bündnis 90/Die Grünen | 13.796      | 7,5         | 19.747       | 10,8         |
|                                                                                 | Alexander Gunkel  | FDP                   | 3.828       | 2,1         | 5.826        | 3,2          |
|                                                                                 | Christian Kriegel | AfD                   | 45.730      | 25,0        | 46.288       | 25,3         |
|                                                                                 | Nina Treu         | Die Linke             | 39.377      | 21,5        | 38.513       | 21,0         |
|                                                                                 | Thomas Weidinger  | Freie Wähler          | 2.186       | 1,2         | 1.675        | 0,9          |
|                                                                                 | –                 | Tierschutzpartei      | –           | –           | 2.431        | 1,3          |
|                                                                                 | Katharina Subat   | Die PARTEI            | 2.279       | 1,2         | 1.415        | 0,8          |
|                                                                                 | –                 | Piraten               | –           | –           | 341          | 0,2          |
|                                                                                 | Jan Konrad Meyer  | Volt                  | 1.809       | 1,0         | 1.550        | 0,8          |
|                                                                                 | –                 | PdH                   | –           | –           | 200          | 0,1          |
|                                                                                 | Jörg Weidemann    | MLPD                  | 290         | 0,2         | 141          | 0,1          |
|                                                                                 | Hubert Lehnigk    | Bündnis Deutschland   | 382         | 0,2         | 309          | 0,2          |
|                                                                                 | Sascha Jecht      | BSW                   | 11.727      | 6,4         | 14.207       | 7,8          |
|                                                                                 | Gunnar Busse      | Einzelbewerber        | 800         | 0,4         | –            | –            |
| Gesamt                                                                          | Gesamt            | Gesamt                | 182.962     | 100         | 183.000      | 100          |
|                                                                                 |                   |                       |             |             |              |              |
| Ungültige Stimmen                                                               | Ungültige Stimmen | Ungültige Stimmen     | 970         | 0,5         | 932          | 0,5          |
| Wähler                                                                          | Wähler            | Wähler                | 183.932     | 81,7        | 183.932      | 81,7         |
| Wahlberechtigte                                                                 | Wahlberechtigte   | Wahlberechtigte       | 225.020     |             | 225.020      |              |
|                                                                                 |                   |                       |             |             |              |              |
| Anmerkung: kein Kandidat hat ein Direktmandat bekommen (siehe Wahlrechtsreform) |                   |                       |             |             |              |              |
|                                                                                 |                   |                       |             |             |              |              |
| Quellen: Die Bundeswahlleiterin, Kandidaten – Ergebnis                          |                   |                       |             |             |              |              |

### Bundestagswahl 2021
| Kandidaten                     | Kandidaten                | Parteien/Listen           | Erststimmen | Erststimmen | Zweitstimmen | Zweitstimmen |
| Kandidaten                     | Kandidaten                | Parteien/Listen           | Stimmen     | %           | Stimmen      | %            |
| ------------------------------ | ------------------------- | ------------------------- | ----------- | ----------- | ------------ | ------------ |
|                                | Christoph Neumann         | AfD                       | 26.450      | 15,9        | 25.891       | 15,6         |
|                                | Jens Lehmanngewählt im WK | CDU                       | 34.107      | 20,5        | 24.953       | 15,0         |
|                                | Nina Treu                 | Die Linke                 | 25.436      | 15,3        | 20.884       | 12,5         |
|                                | Holger Mann               | SPD                       | 33.588      | 20,2        | 34.748       | 20,9         |
|                                | René Hobusch              | FDP                       | 13.397      | 8,1         | 17.660       | 10,6         |
|                                | Marie Müser               | GRÜNE                     | 19.778      | 11,9        | 25.848       | 15,5         |
|                                | −                         | Tierschutzpartei          | –           | –           | 3.800        | 2,3          |
|                                | Christina Subat           | Die PARTEI                | 4.242       | 2,6         | 3.021        | 1,8          |
|                                | –                         | NPD                       | –           | –           | 303          | 0,2          |
|                                | Thomas Weidinger          | FREIE WÄHLER              | 3.296       | 2,0         | 2.645        | 1,6          |
|                                | –                         | PIRATEN                   | –           | –           | 833          | 0,5          |
|                                | Rahel Wedemeyer-Blum      | ÖDP                       | 497         | 0,3         | 306          | 0,2          |
|                                | –                         | V-Partei³                 | –           | –           | 242          | 0,1          |
|                                | Gudrun Kimmerle           | MLPD                      | 283         | 0,2         | 153          | 0,1          |
|                                | Charles Cherki            | dieBasis                  | 2.275       | 1,4         | 2.204        | 1,3          |
|                                | –                         | Bündnis C                 | –           | –           | 160          | 0,1          |
|                                | −                         | III. Weg                  | –           | –           | 183          | 0,1          |
|                                | –                         | DKP                       | –           | –           | 149          | 0,1          |
|                                | Kristina Weidner          | Die Humanisten            | 896         | 0,5         | 427          | 0,3          |
|                                | –                         | Gesundheitsforschung      | –           | –           | 693          | 0,4          |
|                                | –                         | Team Todenhöfer           | –           | –           | 656          | 0,4          |
|                                | –                         | Volt                      | –           | –           | 660          | 0,4          |
|                                | Ronald Härtlein           | Ein Leipziger für Leipzig | 1.014       | 0,6         | –            | –            |
|                                | Karl-Heinz Hummitzsch     | KARL-KOMMT                | 193         | 0,1         | –            | –            |
|                                | Detlef Kohl               | WIR sind LEIPZIGER        | 623         | 0,4         | –            | –            |
|                                | Martin Bayer              | Einzelbewerber            | 52          | 0,0         | –            | –            |
| Gesamt                         | Gesamt                    | Gesamt                    | 166.127     | 100         | 166.419      | 100          |
|                                |                           |                           |             |             |              |              |
| Ungültige Stimmen              | Ungültige Stimmen         | Ungültige Stimmen         | 1.569       | 0,9         | 1.277        | 0,8          |
| Wähler                         | Wähler                    | Wähler                    | 167.696     | 74,8        | 167.696      | 74,8         |
| Wahlberechtigte                | Wahlberechtigte           | Wahlberechtigte           | 224.100     |             | 224.100      |              |
|                                |                           |                           |             |             |              |              |
| Quellen: Der Bundeswahlleiter, |                           |                           |             |             |              |              |

Der CDU-Politiker Jens Lehmann konnte bei der Bundestagswahl 2021 sein erstmals bei der Bundestagswahl 2017 erlangtes Direktmandat mit dem niedrigsten Erststimmenanteil in der Geschichte des Wahlkreises verteidigen. Er setzte sich mit einem sehr knappen Vorsprung von nur 517 Stimmen (0,3 %) gegen den SPD-Kandidaten Holger Mann durch. Letzterem gelang allerdings über die SPD-Landesliste auch der Einzug in den Deutschen Bundestag.

### Bundestagswahl 2017
| Kandidaten                     | Kandidaten                | Parteien/Listen   | Erststimmen | Erststimmen | Zweitstimmen | Zweitstimmen |
| Kandidaten                     | Kandidaten                | Parteien/Listen   | Stimmen     | %           | Stimmen      | %            |
| ------------------------------ | ------------------------- | ----------------- | ----------- | ----------- | ------------ | ------------ |
|                                | Jens Lehmanngewählt im WK | CDU               | 43.919      | 27,5        | 37.622       | 23,5         |
|                                | Franziska Riekewald       | Die Linke         | 31.132      | 19,5        | 31.137       | 19,5         |
|                                | Daniela Kolbe             | SPD               | 26.330      | 16,5        | 20.674       | 12,9         |
|                                | Christoph Neumann         | AfD               | 32.702      | 20,5        | 33.291       | 20,8         |
|                                | Volker Holzendorf         | GRÜNE             | 8.735       | 5,5         | 11.300       | 7,1          |
|                                | –                         | NPD               | –           | –           | 1.169        | 0,7          |
|                                | Marcus Viefeld            | FDP               | 9.074       | 5,7         | 13.565       | 8,5          |
|                                | –                         | PIRATEN           | –           | –           | 850          | 0,5          |
|                                | Robert Baier              | FREIE WÄHLER      | 1.876       | 1,2         | 1.443        | 0,9          |
|                                | Madeleine Fellauer        | BüSo              | 550         | 0,3         | 241          | 0,2          |
|                                | –                         | MLPD              | –           | –           | 247          | 0,2          |
|                                | –                         | BGE               | –           | –           | 876          | 0,5          |
|                                | –                         | DiB               | –           | –           | 770          | 0,5          |
|                                | –                         | ÖDP               | –           | –           | 330          | 0,2          |
|                                | Tom Rodig                 | Die PARTEI        | 4.173       | 2,6         | 3.205        | 2,0          |
|                                | –                         | Tierschutzpartei  | –           | –           | 2.877        | 1,8          |
|                                | –                         | V-Partei³         | –           | –           | 333          | 0,2          |
|                                | Endrik Bastian            | SGP               | 334         | 0,2         | –            | –            |
|                                | Ralf Kohl                 | Einzelbewerber    | 956         | 0,6         | –            | –            |
| Gesamt                         | Gesamt                    | Gesamt            | 159.781     | 100         | 159.930      | 100          |
|                                |                           |                   |             |             |              |              |
| Ungültige Stimmen              | Ungültige Stimmen         | Ungültige Stimmen | 1.626       | 1,0         | 1.477        | 0,9          |
| Wähler                         | Wähler                    | Wähler            | 161.407     | 73,1        | 161.407      | 73,1         |
| Wahlberechtigte                | Wahlberechtigte           | Wahlberechtigte   | 220.654     |             | 220.654      |              |
|                                |                           |                   |             |             |              |              |
| Quellen: Der Bundeswahlleiter, |                           |                   |             |             |              |              |

### Bundestagswahl 2013
| Kandidaten                     | Kandidaten                 | Parteien/Listen   | Erststimmen | Erststimmen | Zweitstimmen | Zweitstimmen |
| Kandidaten                     | Kandidaten                 | Parteien/Listen   | Stimmen     | %           | Stimmen      | %            |
| ------------------------------ | -------------------------- | ----------------- | ----------- | ----------- | ------------ | ------------ |
|                                | Bettina Kudlagewählt im WK | CDU               | 54.566      | 40,0        | 50.481       | 36,9         |
|                                | Barbara Höll               | Die Linke         | 31.923      | 23,4        | 29.122       | 21,3         |
|                                | Daniela Kolbe              | SPD               | 29.511      | 21,6        | 25.286       | 18,5         |
|                                | Marcus Viefeld             | FDP               | 2.307       | 1,7         | 4.028        | 2,9          |
|                                | Stefanie Gruner            | GRÜNE             | 4.334       | 3,2         | 4.653        | 3,4          |
|                                | Klaus-Arthur Ufer          | NPD               | 4.489       | 3,3         | 3.246        | 2,4          |
|                                | Andreas Trost              | BüSo              | 1.877       | 1,4         | 408          | 0,3          |
|                                | –                          | MLPD              | –           | –           | 203          | 0,1          |
|                                | –                          | AfD               | –           | –           | 8.394        | 6,1          |
|                                | –                          | pro Deutschland   | –           | –           | 489          | 0,4          |
|                                | −                          | FREIE WÄHLER      | –           | –           | 1.309        | 1,0          |
|                                | Florian Bokor              | PIRATEN           | 4.043       | 3,0         | 4.362        | 3,2          |
| Gesamt                         | Gesamt                     | Gesamt            | 136.399     | 100         | 136.794      | 100          |
|                                |                            |                   |             |             |              |              |
| Ungültige Stimmen              | Ungültige Stimmen          | Ungültige Stimmen | 2.028       | 1,5         | 1.633        | 1,2          |
| Wähler                         | Wähler                     | Wähler            | 138.427     | 65,8        | 138.427      | 65,8         |
| Wahlberechtigte                | Wahlberechtigte            | Wahlberechtigte   | 210.456     |             | 210.456      |              |
|                                |                            |                   |             |             |              |              |
| Quellen: Der Bundeswahlleiter, |                            |                   |             |             |              |              |

### Bundestagswahl 2009
| Kandidaten                     | Kandidaten                 | Parteien/Listen   | Erststimmen | Erststimmen | Zweitstimmen | Zweitstimmen |
| Kandidaten                     | Kandidaten                 | Parteien/Listen   | Stimmen     | %           | Stimmen      | %            |
| ------------------------------ | -------------------------- | ----------------- | ----------- | ----------- | ------------ | ------------ |
|                                | Bettina Kudlagewählt im WK | CDU               | 42.704      | 33,3        | 38.471       | 30,0         |
|                                | Daniela Kolbe              | SPD               | 24.866      | 19,4        | 23.070       | 18,0         |
|                                | Barbara Höll               | DIE LINKE         | 34.015      | 26,6        | 32.762       | 25,5         |
|                                | Marcus Viefeld             | FDP               | 11.781      | 9,2         | 16.478       | 12,8         |
|                                | Friedbert Striewe          | GRÜNE             | 8.856       | 6,9         | 11.474       | 8,9          |
|                                | Jens Pühse                 | NPD               | 4.202       | 3,3         | 4.225        | 3,3          |
|                                | Xenia Biereichelt          | BüSo              | 1.691       | 1,3         | 1.197        | 0,9          |
|                                | –                          | REP               | –           | –           | 340          | 0,3          |
|                                | –                          | MLPD              | –           | –           | 294          | 0,2          |
| Gesamt                         | Gesamt                     | Gesamt            | 128.115     | 100         | 128.311      | 100          |
|                                |                            |                   |             |             |              |              |
| Ungültige Stimmen              | Ungültige Stimmen          | Ungültige Stimmen | 1.719       | 1,3         | 1.523        | 1,2          |
| Wähler                         | Wähler                     | Wähler            | 129.834     | 64,1        | 129.834      | 64,1         |
| Wahlberechtigte                | Wahlberechtigte            | Wahlberechtigte   | 202.455     |             | 202.455      |              |
|                                |                            |                   |             |             |              |              |
| Quellen: Der Bundeswahlleiter, |                            |                   |             |             |              |              |

### Bundestagswahl 2005
| Kandidaten                     | Kandidaten                  | Parteien/Listen   | Erststimmen | Erststimmen | Zweitstimmen | Zweitstimmen |
| Kandidaten                     | Kandidaten                  | Parteien/Listen   | Stimmen     | %           | Stimmen      | %            |
| ------------------------------ | --------------------------- | ----------------- | ----------- | ----------- | ------------ | ------------ |
|                                | Jens Lehmann                | CDU               | 42.028      | 29,3        | 37.002       | 25,8         |
|                                | Rainer Fornahlgewählt im WK | SPD               | 47.265      | 33,0        | 45.850       | 32,0         |
|                                | Barbara Höll                | Die Linke.        | 34.219      | 23,9        | 32.298       | 22,5         |
|                                | Peter Gutjahr-Löser         | FDP               | 7.500       | 5,2         | 11.601       | 8,1          |
|                                | Katharina Krefft            | GRÜNE             | 5.658       | 3,9         | 9.433        | 6,6          |
|                                | Jürgen Schön                | NPD               | 4.294       | 3,0         | 4.234        | 3,0          |
|                                | –                           | REP               | –           | –           | 376          | 0,3          |
|                                | −                           | PBC               | –           | –           | 357          | 0,2          |
|                                | Helga Zepp-LaRouche         | BüSo              | 880         | 0,6         | 760          | 0,5          |
|                                | –                           | AGFG              | –           | –           | 917          | 0,6          |
|                                | –                           | MLPD              | –           | –           | 176          | 0,1          |
|                                | –                           | PSG               | –           | –           | 387          | 0,3          |
|                                | Jörg Krause                 | DSU               | 379         | 0,3         | –            | –            |
|                                | Jürgen Kunath               | Einzelbewerber    | 1.145       | 0,8         | –            | –            |
| Gesamt                         | Gesamt                      | Gesamt            | 143.368     | 100         | 143.391      | 100          |
|                                |                             |                   |             |             |              |              |
| Ungültige Stimmen              | Ungültige Stimmen           | Ungültige Stimmen | 1.924       | 1,3         | 1.901        | 1,3          |
| Wähler                         | Wähler                      | Wähler            | 145.292     | 73,7        | 145.292      | 73,7         |
| Wahlberechtigte                | Wahlberechtigte             | Wahlberechtigte   | 197.046     |             | 197.046      |              |
|                                |                             |                   |             |             |              |              |
| Quellen: Der Bundeswahlleiter, |                             |                   |             |             |              |              |

### Bundestagswahl 2002
| Kandidaten                     | Kandidaten                  | Parteien/Listen   | Erststimmen | Erststimmen | Zweitstimmen | Zweitstimmen |
| Kandidaten                     | Kandidaten                  | Parteien/Listen   | Stimmen     | %           | Stimmen      | %            |
| ------------------------------ | --------------------------- | ----------------- | ----------- | ----------- | ------------ | ------------ |
|                                | Gerhard Schulz              | CDU               | 38.689      | 27,9        | 35.048       | 25,2         |
|                                | Rainer Fornahlgewählt im WK | SPD               | 56.475      | 40,7        | 55.386       | 39,8         |
|                                | Barbara Höll                | PDS               | 27.735      | 20,0        | 24.427       | 17,6         |
|                                | Michael Weichert            | GRÜNE             | 6.527       | 4,7         | 9.039        | 6,5          |
|                                | Holger Krahmer              | FDP               | 8.417       | 6,1         | 9.742        | 7,0          |
|                                | –                           | REP               | –           | –           | 680          | 0,5          |
|                                | –                           | NPD               | –           | –           | 1.251        | 0,9          |
|                                | −                           | PBC               | –           | –           | 362          | 0,3          |
|                                | –                           | GRAUE             | –           | –           | 883          | 0,6          |
|                                | –                           | BüSo              | –           | –           | 263          | 0,2          |
|                                | –                           | Schill            | –           | –           | 1.997        | 1,4          |
|                                | Elsbeth Noth                | DSU               | 933         | 0,7         | –            | –            |
| Gesamt                         | Gesamt                      | Gesamt            | 138.776     | 100         | 139.077      | 100          |
|                                |                             |                   |             |             |              |              |
| Ungültige Stimmen              | Ungültige Stimmen           | Ungültige Stimmen | 1.869       | 1,3         | 1.568        | 1,1          |
| Wähler                         | Wähler                      | Wähler            | 140.645     | 73,0        | 140.645      | 73,0         |
| Wahlberechtigte                | Wahlberechtigte             | Wahlberechtigte   | 192.613     |             | 192.613      |              |
|                                |                             |                   |             |             |              |              |
| Quellen: Der Bundeswahlleiter, |                             |                   |             |             |              |              |

### Bundestagswahl 1998
| Kandidaten                     | Kandidaten                  | Parteien/Listen       | Erststimmen | Erststimmen | Zweitstimmen | Zweitstimmen |
| Kandidaten                     | Kandidaten                  | Parteien/Listen       | Stimmen     | %           | Stimmen      | %            |
| ------------------------------ | --------------------------- | --------------------- | ----------- | ----------- | ------------ | ------------ |
|                                | Hermann Pohler              | CDU                   | 34.680      | 26,9        | 31.022       | 24,0         |
|                                | Rainer Fornahlgewählt im WK | SPD                   | 49.969      | 38,7        | 47.334       | 36,6         |
|                                | Barbara Höll                | PDS                   | 30.098      | 23,3        | 29.455       | 22,8         |
|                                | Gisela Kallenbach           | GRÜNE                 | 6.485       | 5,0         | 7.996        | 6,2          |
|                                | Holger Krahmer              | F.D.P.                | 2.441       | 1,9         | 4.244        | 3,3          |
|                                | –                           | BüSo                  | –           | –           | 50           | 0,0          |
|                                | –                           | BFB – Die Offensive   | –           | –           | 310          | 0,2          |
|                                | –                           | Chance 2000           | –           | –           | 393          | 0,3          |
|                                | –                           | DVU                   | –           | –           | 2.225        | 1,7          |
|                                | Theodor Schneider           | GRAUE                 | 842         | 0,7         | 629          | 0,5          |
|                                | Gerd Angermann              | REP                   | 3.337       | 2,6         | 1.335        | 1,0          |
|                                | –                           | Pro DM                | –           | –           | 2.947        | 2,3          |
|                                | −                           | NPD                   | –           | –           | 1.070        | 0,8          |
|                                | –                           | ödp                   | –           | –           | 106          | 0,1          |
|                                | −                           | PBC                   | –           | –           | 209          | 0,2          |
|                                | Gunter Dorausch             | Die Chance - Dorausch | 464         | 0,4         | –            | –            |
|                                | Helmut Krause               | FORUM                 | 822         | 0,6         | –            | –            |
| Gesamt                         | Gesamt                      | Gesamt                | 129.138     | 100         | 129.325      | 100          |
|                                |                             |                       |             |             |              |              |
| Ungültige Stimmen              | Ungültige Stimmen           | Ungültige Stimmen     | 1.676       | 1,3         | 1.489        | 1,1          |
| Wähler                         | Wähler                      | Wähler                | 130.814     | 76,9        | 130.814      | 76,9         |
| Wahlberechtigte                | Wahlberechtigte             | Wahlberechtigte       | 170.216     |             | 170.216      |              |
|                                |                             |                       |             |             |              |              |
| Quellen: Der Bundeswahlleiter, |                             |                       |             |             |              |              |

### Bundestagswahl 1994
| Kandidaten                     | Kandidaten                  | Parteien/Listen   | Erststimmen | Erststimmen | Zweitstimmen | Zweitstimmen |
| Kandidaten                     | Kandidaten                  | Parteien/Listen   | Stimmen     | %           | Stimmen      | %            |
| ------------------------------ | --------------------------- | ----------------- | ----------- | ----------- | ------------ | ------------ |
|                                | Hermann Pohlergewählt im WK | CDU               | 53.264      | 43,4        | 45.505       | 35,7         |
|                                | –                           | SPD               | –           | –           | 40.039       | 31,4         |
|                                | –                           | PDS               | 36.626      | 29,8        | 26.758       | 21,0         |
|                                | –                           | GRÜNE             | 26.114      | 21,3        | 8.044        | 6,3          |
|                                | –                           | F.D.P.            | 6.819       | 5,6         | 4.621        | 3,6          |
|                                | –                           | GRAUE             | –           | –           | 916          | 0,7          |
|                                | –                           | REP               | –           | –           | 1.224        | 1,0          |
|                                | –                           | MLPD              | –           | –           | 43           | 0,0          |
|                                | –                           | ÖDP               | –           | –           | 262          | 0,2          |
|                                | –                           | PBC               | –           | –           | 193          | 0,2          |
| Gesamt                         | Gesamt                      | Gesamt            | 122.823     | 100         | 127.605      | 100          |
|                                |                             |                   |             |             |              |              |
| Ungültige Stimmen              | Ungültige Stimmen           | Ungültige Stimmen | 6.040       | 4,7         | 1.258        | 1,0          |
| Wähler                         | Wähler                      | Wähler            | 128.863     | 67,4        | 128.863      | 67,4         |
| Wahlberechtigte                | Wahlberechtigte             | Wahlberechtigte   | 191.248     |             | 191.248      |              |
|                                |                             |                   |             |             |              |              |
| Quellen: Der Bundeswahlleiter, |                             |                   |             |             |              |              |

### Bundestagswahl 1990
| Kandidaten                  | Kandidaten                  | Parteien/Listen   | Erststimmen | Erststimmen | Zweitstimmen | Zweitstimmen |
| Kandidaten                  | Kandidaten                  | Parteien/Listen   | Stimmen     | %           | Stimmen      | %            |
| --------------------------- | --------------------------- | ----------------- | ----------- | ----------- | ------------ | ------------ |
|                             | Hermann Pohlergewählt im WK | CDU               | 56.277      | 39,1        | 54.238       | 37,6         |
|                             | Andreas Schurig             | SPD               | 34.229      | 23,8        | 34.084       | 23,6         |
|                             | Barbara Höll                | PDS               | 17.144      | 11,9        | 17.001       | 11,8         |
|                             | −                           | DSU               | –           | –           | 1.266        | 0,9          |
|                             | Heinz Lohse                 | F.D.P.            | 17.883      | 12,4        | 21.176       | 14,7         |
|                             | Rainer Pietsch              | GRÜNE             | 17.033      | 11,8        | 12.935       | 9,0          |
|                             | –                           | BSA               | –           | –           | 31           | 0,0          |
|                             | −                           | LIGA              | –           | –           | 143          | 0,1          |
|                             | –                           | DIE GRAUEN        | –           | –           | 1.481        | 1,0          |
|                             | –                           | REP               | –           | –           | 1.038        | 0,7          |
|                             | –                           | KPD               | –           | –           | 60           | 0,0          |
|                             | Jürgen Schön                | NPD               | 946         | 0,7         | 481          | 0,3          |
|                             | –                           | ÖDP               | –           | –           | 223          | 0,2          |
|                             | –                           | Patrioten         | –           | –           | 15           | 0,0          |
|                             | –                           | SpAD              | –           | –           | 43           | 0,0          |
|                             | Monika Sander               | VAA               | 311         | 0,2         | 142          | 0,1          |
| Gesamt                      | Gesamt                      | Gesamt            | 143.823     | 100         | 144.357      | 100          |
|                             |                             |                   |             |             |              |              |
| Ungültige Stimmen           | Ungültige Stimmen           | Ungültige Stimmen | 2.183       | 1,5         | 1.649        | 1,1          |
| Wähler                      | Wähler                      | Wähler            | 146.006     | 71,2        | 146.006      | 71,2         |
| Wahlberechtigte             | Wahlberechtigte             | Wahlberechtigte   | 205.082     |             | 205.082      |              |
|                             |                             |                   |             |             |              |              |
| Quellen: Statistik Sachsen, |                             |                   |             |             |              |              |